# Tufão Fanapi
O tufão Fanapi, conhecido nas Filipinas como tufão Inday, foi um tufão mortal que atingiu Taiwan e o sudeste da China em setembro de 2010. Foi a décima primeira tempestade tropical e o quarto tufão da temporada anual. A tempestade se formou em 14 de setembro a leste das Filipinas e mudou-se lentamente por vários dias, inicialmente para o noroeste, depois curvando-se para o nordeste antes de virar para oeste devido a uma crista ao norte. Nesse período, Fanapi intensificou-se para chegar a 10 minutos de ventos máximos sustentados de 175 km/h (109 mph). Fanapi fez seu primeiro desembarque em 19 de setembro sobre Hualien, Taiwan, tornando-se o primeiro tufão a atingir a ilha desde o tufão Morakot em agosto de 2009. Mais tarde naquele dia, fez um desembarque final em Fujian, China. A tempestade se dissipou em 21 de setembro no sul da China.
O tufão afetou primeiro o sul do Japão, trazendo chuvas para as ilhas Miyako. No entanto, os impactos foram piores em Taiwan e na China continental. No sul de Taiwan, Fanapi derrubou fortes chuvas, com pico de 1.126 mm (44 in) em Majia, Pingtung. Cerca de 150.000 as pessoas evacuaram suas casas e os preparativos foram intensificados após os efeitos prejudiciais do tufão Morakot no ano anterior. As fortes chuvas de Fanapi causaram deslizamentos de terra, grandes danos às colheitas e inundações, principalmente na grande cidade de Kaohsiung, onde as chuvas totalizaram 506 mm (19.9 in). Em algumas áreas da cidade, as enchentes atingiram mais de um andar, inundando carros e causando cerca de NT $ 3 mil milhões ( novo dólar taiwanês, US $ 93,75 milhões) em danos industriais.  Houve cinco mortes em Taiwan durante a passagem da tempestade e os danos foram estimados em NT $ 5 mil milhões (US $ 158 milhão ).
Mais tarde, a ameaça de Fanapi causou 264.000 pessoas a evacuarem as suas casas no sudeste da China. A tempestade provocou fortes chuvas na região, chegando a 640 mm (25 in) em Guangdong. Fanapi também causou deslizamentos de terra ali, matando 100 pessoas, incluindo 28 em Xinyi devido ao desabamento de uma mina. Também em Guangdong, a tempestade destruiu 16.000 casas e inundadas 66,400 ha (164,000 acres) de campos agrícolas. Danos provinciais foram estimados em ¥ 5,15 mil milhões (CNY, $ 757,05 milhão). O nome Fanapi foi posteriormente retirado devido aos grandes danos.

## História meteorológica
Uma área de convecção, ou tempestades, persistiu a oeste de Guam em 13 de setembro, em associação com a calha das monções. O sistema desenvolveu gradualmente uma circulação de baixo nível e faixas de chuva, auxiliadas por um vento de baixo cisalhamento de um anticiclone no alto. No final de 14 de setembro, a Agência Meteorológica do Japão (JMA)  designou o sistema como uma depressão tropical a leste da ilha filipina de Luzon. Na mesma época, o Joint Typhoon Warning Center (JTWC)  classificou o sistema como Tropical Depression 12W. Um vale troposférico superior tropical próximo limitou o fluxo da depressão para o norte, embora a convecção continuasse a aumentar. A depressão moveu-se para noroeste ao longo da periferia sudoeste de uma crista. Às 03:00 UTC em setembro 15, a PAGASA, sediada nas Filipinas, começou a alertar o sistema, dando-lhe o nome local de Indy. Nove horas depois, a JMA batizou o sistema de Tempestade Tropical Fana pi.
Como uma forte tempestade tropical, Fanapi desenvolveu uma convecção mais profunda perto do centro. A passagem da calha para o norte enfraqueceu o cume e causou a tempestade diminuir, virando para nordeste até 16 de setembro Naquele dia, Fanapi desenvolveu uma característica ocular tornando-se um tufão às 18:00 UTC. À medida que o cume se transformava no Mar da China Oriental, a tempestade respondeu virando-se para o noroeste e, ao mesmo tempo, o fluxo de saída melhorou para o norte. O olho se organizou ainda mais conforme contraiu a um diâmetro de 19 km (12 mi). Naquela época, o tufão estava se movendo em direção ao oeste em direção a Taiwan, dirigido por uma crista sobre o nordeste da China. Às 06:00 UTC em 18 de setembro, o JTWC estimou que Fanapi atingiu o pico 1 ventos minúsculos de 195 km/h (121 mph). Na mesma época, o JMA estimou o pico 10 ventos minutos de 175 km/h (109 mph).

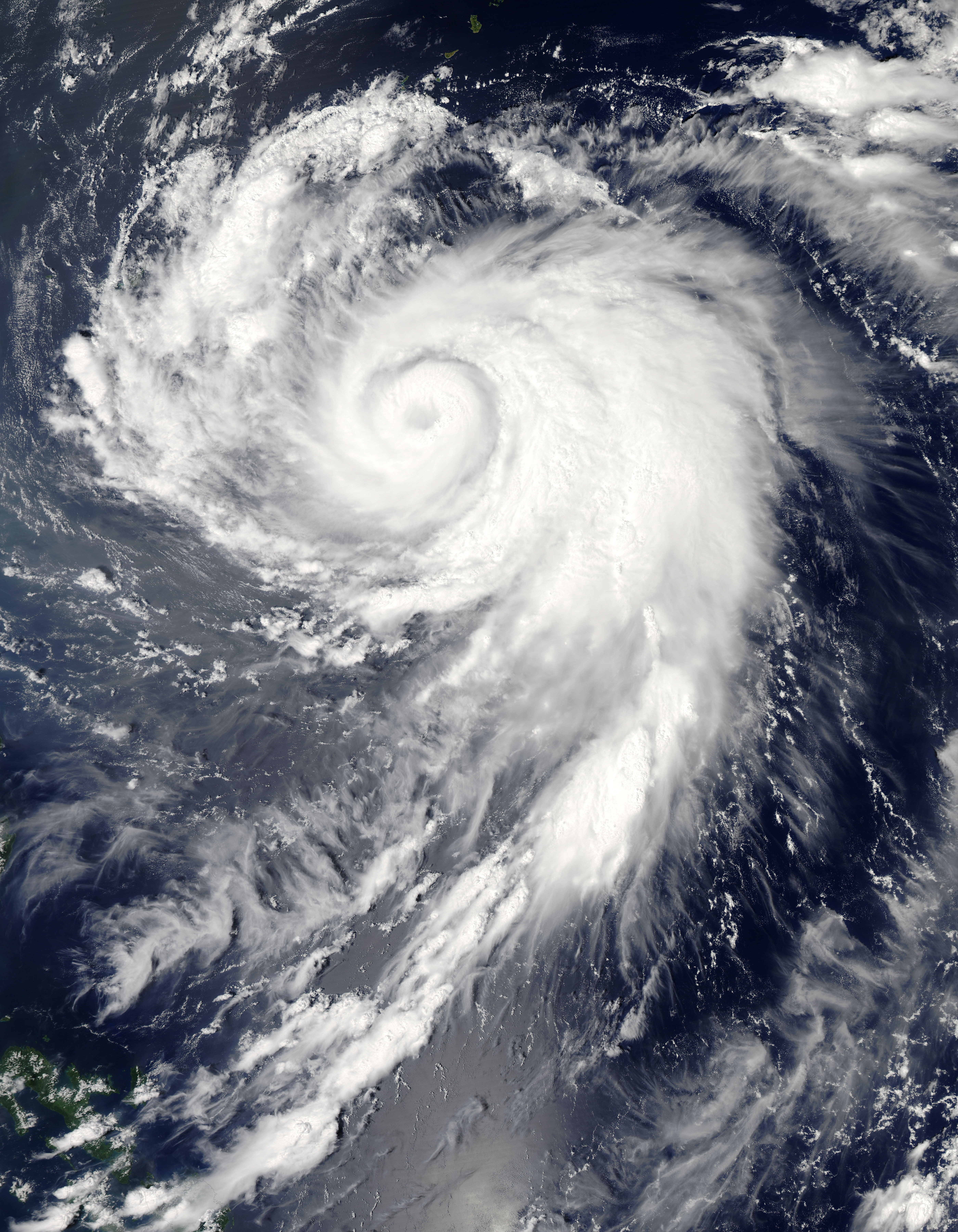
Tufão Fanapi intensificando-se em 17 de setembro

No início de 19 de setembro, o tufão Fanapi atingiu o leste de Taiwan perto da cidade de Hualien com ventos de 162 km/h (101 mph), de acordo com o Central Weather Bureau de Taiwan. A tempestade posteriormente enfraqueceu sobre a terra, mergulhando para sudoeste à medida que a convecção diminuía na porção norte da tempestade. No entanto, a tempestade retomou sua trajetória para o oeste e logo se espalhou pelo Estreito de Taiwan como uma forte tempestade tropical. As tempestades se reorganizaram ligeiramente quando Fanapi alcançou águas abertas, e um navio próximo relatou ventos de 120 km/h (75 mph). No início de 20 de setembro, a tempestade fez um segundo landfall no sudeste da China perto de Fujian e enfraqueceu ainda mais em terra, embora as tempestades persistissem a sudeste da circulação ao longo da costa. Fanapi enfraqueceu em uma depressão tropical no final daquele dia e se dissipou no final de 21 de setembro.

## Preparativos
Em Taiwan, a ameaça de Fanapi forçou o fechamento de linhas ferroviárias e o cancelamento de voos do Aeroporto Internacional de Kaohsiung, e pelo menos 156 voos foram cancelados. A tempestade fechou o porto marítimo de Kaohsiung, no sul de Taiwan, atrasando os embarques das fábricas de produtos químicos próximas. Muitos barcos enfrentaram a tempestade no porto. Partes do sistema Mass Rapid Transit de Kaohsiung suspenderam seu serviço, e a Maokong Gondola foi fechada durante a tempestade.
Antes da tempestade, as autoridades emitiram avisos de deslizamento de terra ao longo de 61 rios, e residentes em áreas sujeitas a deslizamentos foram obrigados a evacuar. Cerca de 10.000 as pessoas deixaram suas casas em áreas montanhosas. Os hotéis também foram evacuados e os residentes com escolas e empresas fechadas. No geral, cerca de 150.000 foram evacuados devido à tempestade, com mais de 7.500 pessoas que estão em suas casas e precisam de ajuda para sair após as enchentes. Após os impactos prejudiciais do tufão Morakot no ano anterior, as autoridades decretaram preparativos para Fanapi, incluindo a ativação de mais de 19.000 Trabalhadores de emergência. Prevendo chuvas fortes, os trabalhadores do reservatório de Tsengwen drenaram as águas antes da tempestade. Os agricultores também correram para completar as colheitas, causando uma queda temporária no preço devido ao excesso de oferta. O campeonato inaugural de jogadores de torneio de Yeangder foi reduzido a 54 tacadas devido ao tufão.
A rota de navegação ligando Xiamen, na província de Fujian, no leste da China, e Kinmen (Quemoy), em Taiwan foi fechada quando o tufão se aproximou. Autoridades chinesas encomendaram mais de 55.000 barcos de pesca para retornar ao porto de Fujian. Na província de Xiamen, ao norte de onde Fanapi se mudou para a costa, todos os jardins de infância e escolas de ensino médio foram fechados. Em toda a província de Fujian, 186.000 pessoas evacuadas devido à tempestade. O Aeroporto Internacional de Fuzhou Changle, na capital da província, cancelou 37 voos devido à tempestade. Cerca de 78.000 pessoas em áreas baixas de Guangdong deixaram suas casas. Os futuros do petróleo aumentaram na Ásia devido ao potencial da tempestade que afeta as plataformas offshore de petróleo da China. Enquanto Fanapi ainda estava sobre Taiwan, o Observatório de Hong Kong emitiu o Alerta de Espera Número 1 e mais tarde o atualizou para um Alerta de Número 3 para Hong Kong. A tempestade finalmente passou por cerca de 150 km (93 mi) ao norte do território.

## Impacto

### Japão
Enquanto se movia em direção a Taiwan, Fanapi afetou as ilhas mais ao sul do Japão, trazendo fortes chuvas para a província de Okinawa. Ohara gravou 221 mm (8.7 in) de precipitação durante a passagem da tempestade. Ventos fortes também foram registados, com pico de 158 km/h (98 mph) em Taketomi, Okinawa. A tempestade causou o cancelamento de voos nas Ilhas Miyako.

### Taiwan

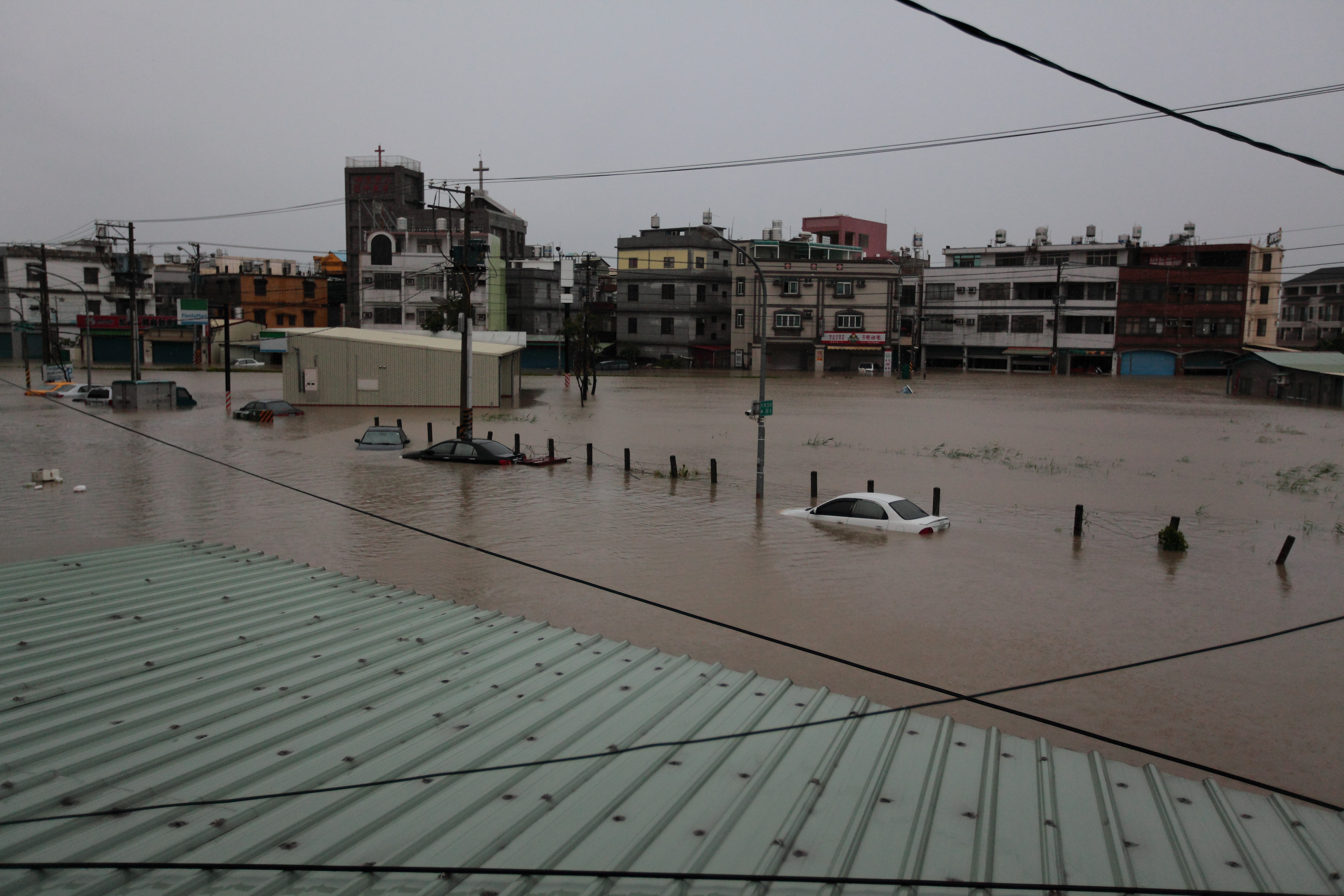
Inundação em Kaohsiung, Taiwan, causada pelo tufão

Quando Fanapi chegou ao continente, partes de Taiwan relataram 300 mm (12 in) de chuva. A precipitação geral atingiu um pico de 1.126 mm (44 emnbsp;in) na ilha de Majia, Pingtung. Estes foram os totais de chuva mais fortes em 10 anos em alguns locais. Isso levou a inundações na parte sul da ilha, com inundações repentinas em Kaohsiung, a segunda maior cidade da ilha. As taxas de precipitação chegaram a 100 mm (4 emnbsp;in) por hora em um ponto, totalizando 506 mm (19.9 in) ; este foi o mais pesado em 50 anos.  Vários reservatórios foram enchidos até sua capacidade em Taiwan. Rajadas de vento também atingiram 220 km/h (140 mph). Durante a tempestade, um terremoto Mw 5.2 atingiu o leste de Taiwan, embora não tenha causado ferimentos adicionais.
Em Kaohsiung, nove dos onze distritos administrativos ficaram cheios de água. Milhares de casas e veículos foram inundados, atingindo mais de um andar de altura. Inundação encerrada 10 plantas petroquímicas em Kaohsiung, causando NT $ 3 mil milhões ( novo dólar taiwanês, US $ 93,75 milhões) em danos industriais. Também na cidade, um asilo de idosos foi inundado enquanto os moradores estavam lá dentro, forçando bombeiros e equipes de resgate a evacuar os idosos; devido ao pessoal inadequado durante a tempestade, a instalação foi encerrada posteriormente. A severa inundação em Kaohsuing resultou do manejo inadequado do sistema de esgoto, que foi projetado para lidar com 321 mm (12.6 in) de precipitação diária. Os sistemas de inundação foram projetados para resistir a uma inundação de 1 em 50 anos, e o dilúvio de Fanapi foi anteriormente estimado para ocorrer apenas uma vez a cada 200 anos; após a tempestade, o governo iniciou o processo de revisão dos padrões.
Ventos fortes quebraram janelas em Taiwan, enquanto derrubavam árvores e semáforos. A tempestade danificou 438 escolas, afetando principalmente faculdades e universidades. A passagem de Fanapi deixou cerca de 890.000 casas sem energia e outras 17.000 sem água. Enchentes também afetaram 23,470 ha (58,000 acres) de campos agrícolas, principalmente para plantações de banana. A tempestade matou 8.791 porcos e 533.000 galinhas e muitos tanques de criação de peixes foram danificados. Os danos à agricultura foram estimados preliminarmente em $ NT2.12 mil milhões (US $ 65,27 milhão). A tempestade forçou 25 estradas a serem fechadas, principalmente devido a escombros. A linha South-Link foi fechada depois que uma ponte ferroviária ao longo do rio Taimali foi destruída. Em Taiwan, 111 pessoas ficaram feridas, principalmente devido a vidros quebrados, e algumas foram arrancadas de motocicletas por ventos fortes. Uma menina se afogou depois de entrar no Canal Taoyuan inundado e um companheiro que tentava resgatá-la também morreu. Uma mulher se afogou depois de cair em um rio cheio durante a colheita. Essas três mortes não tiveram relação direta com a tempestade. A tempestade matou diretamente duas pessoas – uma devido à eletrocução no condado de Pingtung e a outra devido a um afogamento no condado de Tainan.  Danos gerais em Taiwan foram contados em NT $ 5 mil milhões (US $ 158 milhão).

### China

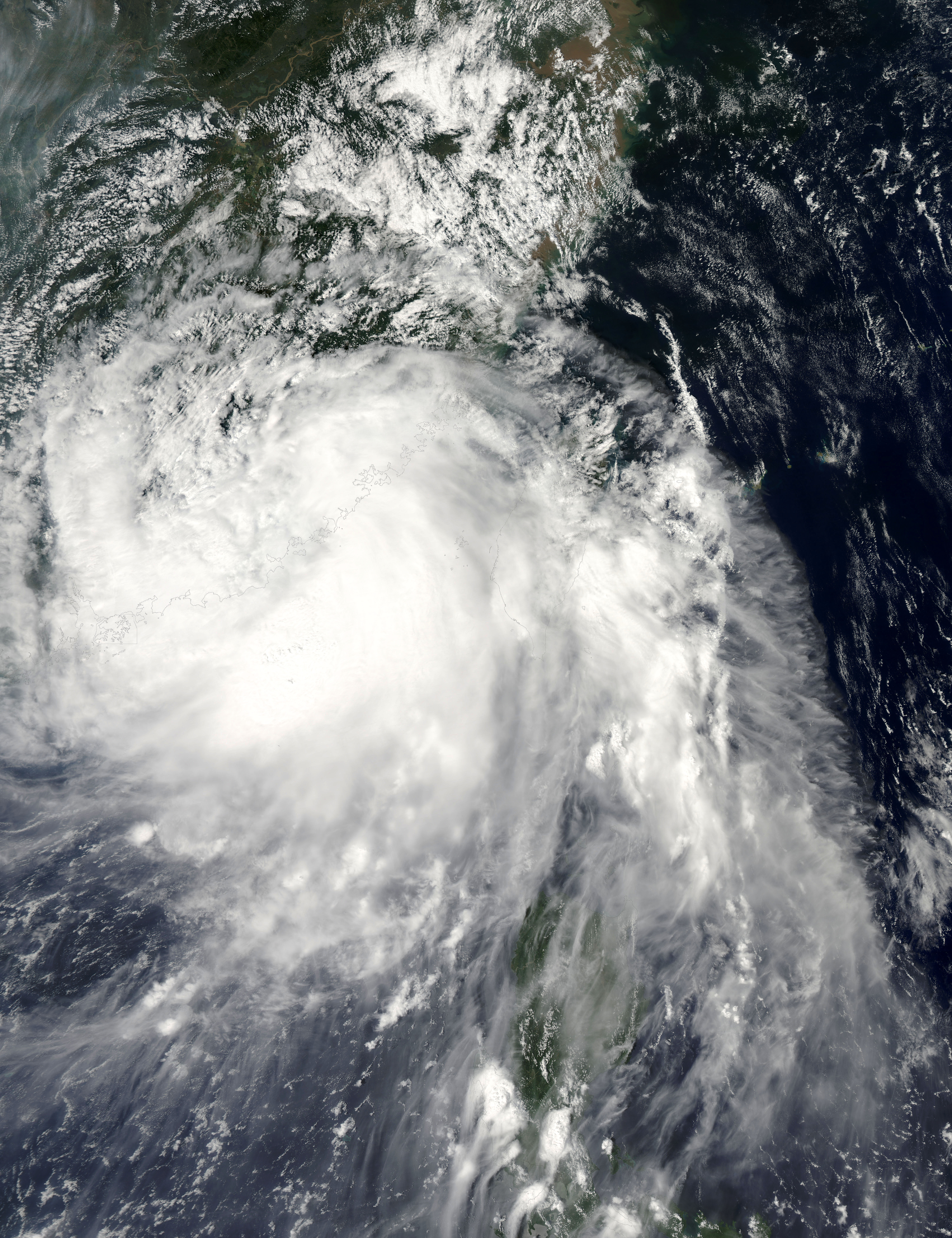
Tempestade tropical Fanapi logo após o desembarque na China em 20 de setembro

A tempestade trouxe fortes chuvas para o sul da China, com seis condados na província de Fujian relatando mais de 200 mm (7.9 in) de precipitação em 23 horas. As chuvas foram as mais fortes em um século em algumas partes de Guangdong. Yangchun registou 548.5 mm (21.59 in) em apenas sete horas, o que quebrou o recorde diário de precipitação estabelecido em 1958. Em outras partes de Guangdong, a precipitação em 24 horas atingiu mais de 640 mm (25 in).
Movendo-se para a costa em Fujian, os ventos fortes de Fanapi derrubaram árvores e outdoors. No entanto, os danos foram maiores na vizinha Guangdong, onde as fortes chuvas da tempestade causaram deslizamentos generalizados nas regiões montanhosas do oeste. Os deslizamentos de terra cortaram o tráfego entre as cidades, em conjunto com as enchentes. Em Xinyi, um deslizamento de terra relacionado com a tempestade derrubou uma barragem em uma mina, matando 28 pessoas, incluindo quatro pessoas rio abaixo. O colapso também danificou casas e fazendas, matando mais de 100 toneladas de peixes. Danos apenas na cidade foram estimados em ¥ 460 milhões ( yuan chinês, US $ 68,5 milhões), com 350 casas destruídas. As enchentes forçaram cerca de 128.000 pessoas evacuadas em Guangdong, incluindo 18.930 pessoas em Yangchun. Fanapi destruiu 16.000 casas e inundadas 66,400 ha (164,000 acres) de campos agrícolas. Em toda a província de Guangdong, Fanapi matou 100 pessoas e os danos provinciais foram contabilizados em CNY 5,15 mil milhões (US $ 757,05 milhões). As perdas econômicas totais na província de Fujian foram contabilizadas em CNY 610 milhões (US $ 89,71 milhões). Ao passar ao norte de Hong Kong, Fanapi produziu tempestades e ventos fortes em Hong Kong, com um pico de precipitação de 295.5 mm (11.63 in). As chuvas causaram inundações isoladas que obrigaram os residentes de Pok Fu Lam a necessitar de resgate. Os ventos derrubaram 47 árvores, algumas das quais danificaram veículos, mas de outra forma os danos foram menores no território.

## Rescaldo
Em resposta às inundações de Taiwan em Kaohsiung, as autoridades destacaram 7.888 tropas para a porção sul da ilha para ajudar no trabalho de resgate e recuperação. Os soldados também montaram cinco centros médicos e utilizaram veículos anfíbios para resgatar pessoas em áreas inundadas. O presidente de Taiwan, Ma Ying-jeou, visitou as regiões inundadas em 23 de setembro, enfatizando que os esforços para drenar as inundações devem ser a principal prioridade.  Mais de 100 os prédios em Kaohsiung exigiam bombas d'água e milhares de voluntários para remover a água parada dos porões e das ruas. A prefeita Kiku Chen suspendeu temporariamente sua campanha de reeleição devido às enchentes. Cerca de 80% das fábricas em Kaohsiung foram reabertas em 21 de setembro. Os altos danos às colheitas permitiram que os agricultores se qualificassem para empréstimos a juros baixos. As linhas ferroviárias demoraram duas semanas para reabrir devido a danos. O serviço de energia e água foi restaurado alguns dias após a tempestade, embora os residentes nas áreas inundadas tenham sido aconselhados a ferver a água antes de usá-la. Também houve aumento da dengue após as enchentes.  A Cruz Vermelha da China doou cerca de US $ 100.000 nos dias após a tempestade. O governo anunciou em 20 de setembro que as famílias afetadas pelas enchentes receberiam NT $ 30.000 (US $ 945,92) por casa. Em todo Taiwan, as exportações durante setembro de 2010 diminuíram 6,9% em relação aos níveis de agosto devido à tempestade e um incêndio industrial.
Na China continental, as autoridades usaram helicópteros para lançar produtos de socorro para Guangdong. Três dias após a tempestade, os trabalhadores distribuíram 2.000 tendas e 1.000 camas. Assim que as enchentes baixaram, os moradores voltaram para suas casas para limpar a lama e os estragos. Funcionários da fazenda em Guangdong usaram 50 toneladas de desinfetante para prevenir a propagação de doenças, enquanto o governo provincial alocou ¥ 240 milhões (CNY, US $ 35 milhões) para reconstrução. Cerca de 1.000 soldados trabalharam para limpar detritos e carcaças de animais do reservatório, fornecendo água potável para Maoming.  A barragem rompida em Guangdong foi posteriormente demolida devido a ser estruturalmente deficiente. Zijin Mining, o proprietário da barragem, teve que vender uma mina para pagar a indenização e multas relacionadas ao incidente,  que totalizaram ¥ 245 milhões (CNY, US $ 38,7 milhão).  Após a tempestade, a Cruz Vermelha da China forneceu ¥ 1 milhões (CNY, US $ 148.000) para as localidades mais afetadas pela tempestade, além da distribuição de mosquiteiros, purificadores de água, alimentos e roupas.
O nome Fanapi foi aposentado na 43ª reunião anual do Comitê de Tufões ESCAP / WMO em Jeju, Coreia do Sul, em janeiro de 2011. Em fevereiro de 2012, o comitê escolheu o nome Rai para substituir Fanapi nas listas de nomes. Foi usado pela primeira vez durante a temporada de 2016.